# 圣卡斯伯特教堂

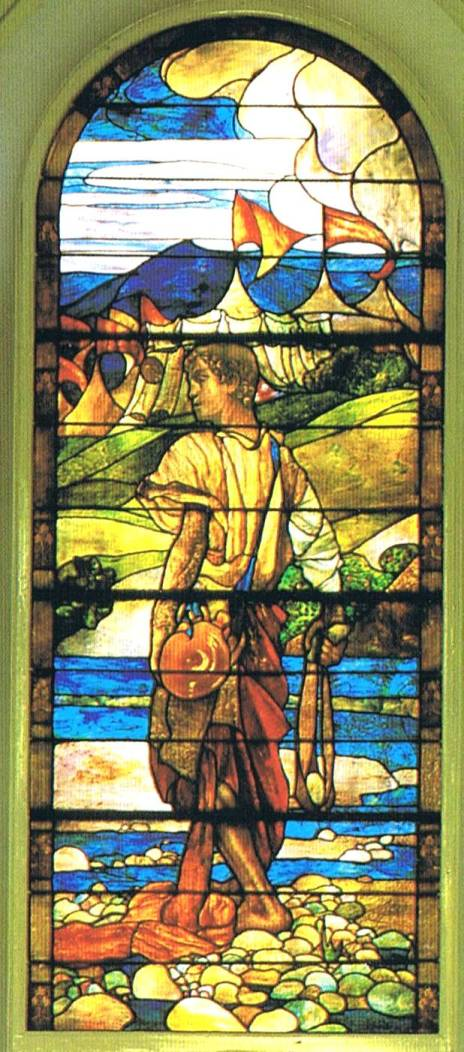
大卫

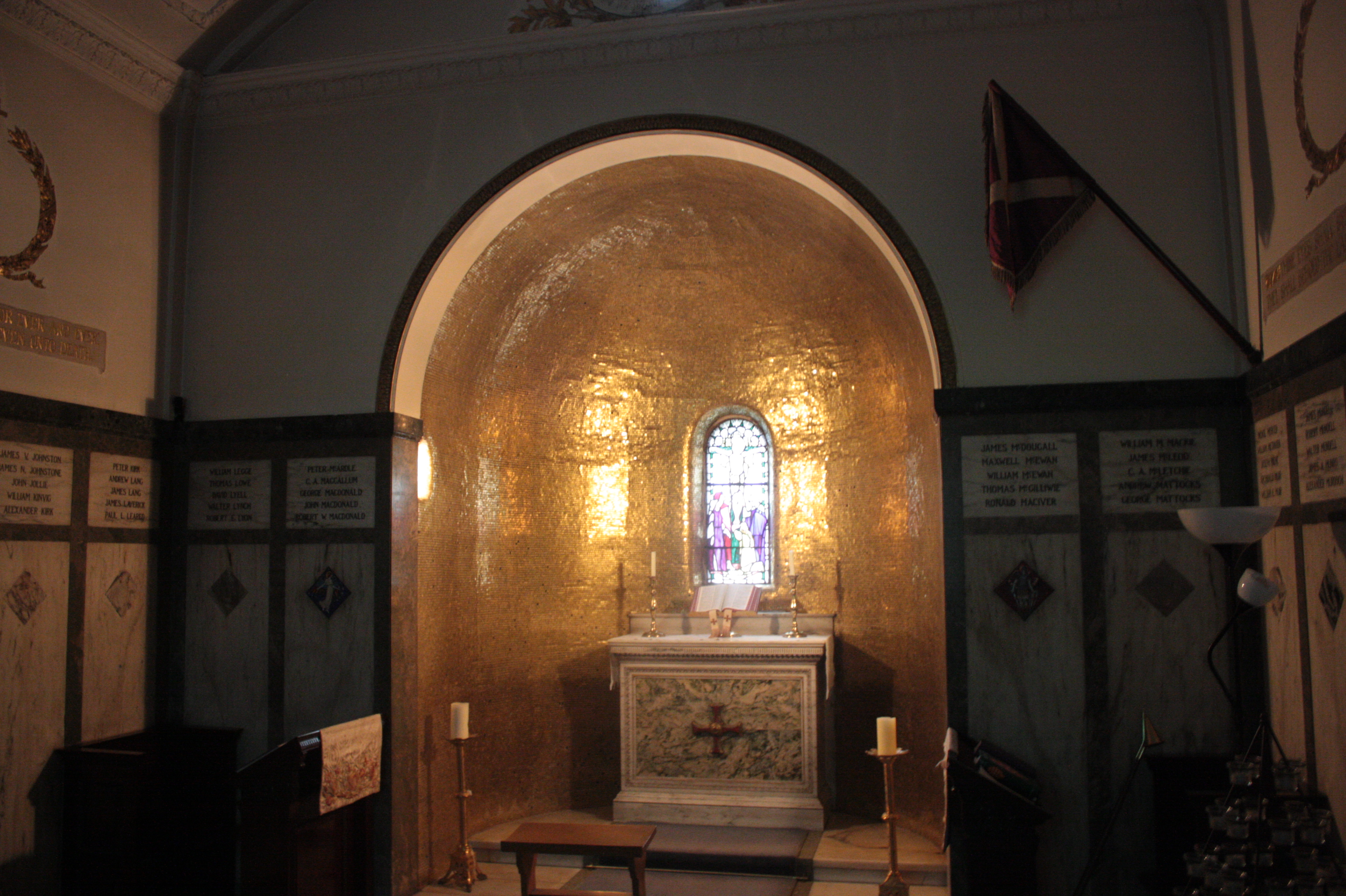
战争纪念小堂

圣卡斯伯特教堂（英语：The Parish Church of St Cuthbert）是一座位于苏格兰爱丁堡的教区教堂，隶属爱丁堡长老会。教堂坐落于爱丁堡城区内的王子街西端，大致在洛锡安路（Lohian Road）以东，城堡岩以西的位置。与临近的圣约翰教堂不同的是，圣卡斯伯特教堂低于街道水平面。教堂四周环绕着墓地，与毗邻的王子街花园构成爱丁堡市内不可多得的绿化区。

## 历史
早于公元8世纪，就有关于圣卡斯伯特教堂的史料记载。据信，自公元850年起，该教堂就已经伫立于今址，令其成为爱丁堡第二古老的建筑。1127年的文献记载了中世纪时期圣卡斯伯特教堂（或许由圣玛格丽特再次祝圣）。早期的爱丁堡地图常常将其标注为西教堂（West Church）。

圣卡斯伯特所属的教区囊括城外的数个村落，包括斯托克布里奇（Stockbridge）和坎农盖特（Canongate），同时也包含城内的爱丁堡城堡（故数个世纪以来教堂墓园埋葬了许多士兵）。
苏格兰宗教改革之后，教堂的中殿连同南端的钟塔被称作“小教会”（'Little Kirk'）。原来唱诗班台上加建了许多新的结构。其中，仅存到今日的是位于北侧的尼斯比特修道院长的墓室（1692年）。1754年，经过教会开会批准，教区南部又新增一小教堂。1756年，能够容纳1200人的新教堂揭幕，共耗资640英镑10先令。这座位于教堂街33号、爱丁堡大学旧学院附近的教堂日后被重命名为巴克卢（Buccluech）教区教堂。1866年，教堂进行了翻修和扩建，并最终于1969年关闭。之后的40年里，爱丁堡大学一直将其内部用作贮存室。后来大学将其售予希腊东正教教会，并于2015年重新开门。
1772年，圣卡斯伯特的内部结构开始变得不稳定。1773年至1775年间，建筑师詹姆斯·威尔（James Weir）在赢得设计竞赛后在教堂西翼山墙下增修了一个全新的布道间。
1787年至1790年，教堂北面的地面被抽干用以新增墓园。亚历山大·斯蒂文斯（Alexander Stevens）在1789到90年间为钟塔设计建造了尖顶。1888年，教堂建筑出现了安全问题，所以建筑师希波吕特·布兰可（Hippolyte Blanc）奉命对其进行修缮。布兰可原计划更换教堂的外立面，但他最终决定在保持原比例的基础上重建并扩大教堂。最后的方案在保留原设计的基础上，在东面的半圆壁龛增设两座巴洛克风格的塔楼。1893年，苏格兰教会开会决定将教堂所有花窗玻璃改为《圣经》主题的图案。这种设计在苏格兰的教堂并不常见。除此之外，这些文艺复兴早期样式的花窗窗框全部几乎全部由巴兰坦和加德纳（Ballantyne & Gardiner）公司制作。而这也并不符合长老派的教义。值得注意的是，描绘大卫与歌利亚会面的那一扇窗是由纽约的蒂凡尼公司在20世纪负责制作的（注：蒂凡尼公司在英国仅制作了两三扇花窗）。

重建后的圣卡斯伯特教堂无论是外观还是内饰均在长老会教堂中属罕见。首先，新教堂的设计受苏格兰天主教运动、罗马天主教会和英国国教中牛津运动的多重影响，在装饰方面体现出华丽的特点。当然这也让教堂饱受来自舆论和教会的争议。

### 战争纪念物
彼得·麦克格雷格·查尔莫斯（Peter McGregor Chalmers）为在第一次世界大战中阵亡的教民设计了一座精致的纪念礼拜堂（位于教堂西南角），其中的花窗玻璃是道格拉斯·斯特拉琛（Douglas Strachan）的作品。这座规格紧凑的礼拜堂具有与与教堂其余地方迥异的建筑风格。目前，礼拜堂在集会人数有限的情况下会开放予教众作礼拜。与之相对应的二战纪念碑位于中殿通往外堂的大门附近。

### 墓地
教堂原本的墓地仅限于今日的墓园西南角的一小片区域。因为这片墓地经常有孩童落葬，所以日后被称为“儿童冢”（Bairns' Knowe）。1597年之前，墓地直接与外围的田野相连，家畜可以在此吃草。后来墓地周围才建造了一堵墙。
1701年，英国内战后逐渐疏于管理的教堂迎接了一次翻修。伴随这次整修，墓地也向西面和西北面扩张。
1787年，教堂正北面的沼泽（当时属于北湖的西端）被抽干，用以增加墓地面积。不久之后，教堂东南面的土地也被风干，并且在其东侧增设了一道新墙。
1827年，为防止日益猖獗的盗墓，墓园西南角新建了一座瞭望塔。
1831年，教堂南端的牧师住所被拆除。新的牧师小屋则建在更南端的位置。
1841年，作为新建的韦弗利车站的配套设施，一条铁路隧道在仅完工七年的墓园南端下开凿。许多介于1834年至1841年间的墓地为此被迫迁移，墓碑也多数被破坏或丢失。
1863年，爱丁堡卫生局宣布墓园已无空位，随即将其关闭。但教堂无视政令，继续接收新的逝者。为此，教堂在1873年非常罕见地被告上法庭。控方的指控为：“纵容与1867年<公共健康法案>相抵触并危害健康的行为”。翌年，市议会颁布命令要求教堂关闭墓园。直到多次上诉失败后，墓园才完全被关闭。
圣卡斯伯特教堂的墓园内有数百座知名人物的坟墓。其中较为出名的有约翰·纳皮尔、约翰·格兰特（John Grant）的墓碑和由大卫·布利斯（David Bryce）为克卢尼的戈登家族（Gordons of Cluny）设计的哥特式陵寝。
1930年教堂西侧的洛锡安路（Lothian Road）拓宽，导致一部分道路延伸进入墓园内。但因为路面整体高于墓园地面，所以这段道路需由廊柱支撑。如此，洛锡安路东侧的人行道实际从上空穿过了墓地。

## 现任主教
2017年6月1日，彼得·萨顿（Rev. Peter Sutton）领命成为新一任主教，与主教团队一道履行教务。坎农盖特教堂（Canongate Kirk）的荣休主教查尔斯·罗伯特森（Rev. Charles Robertson）负责协助主持礼拜。

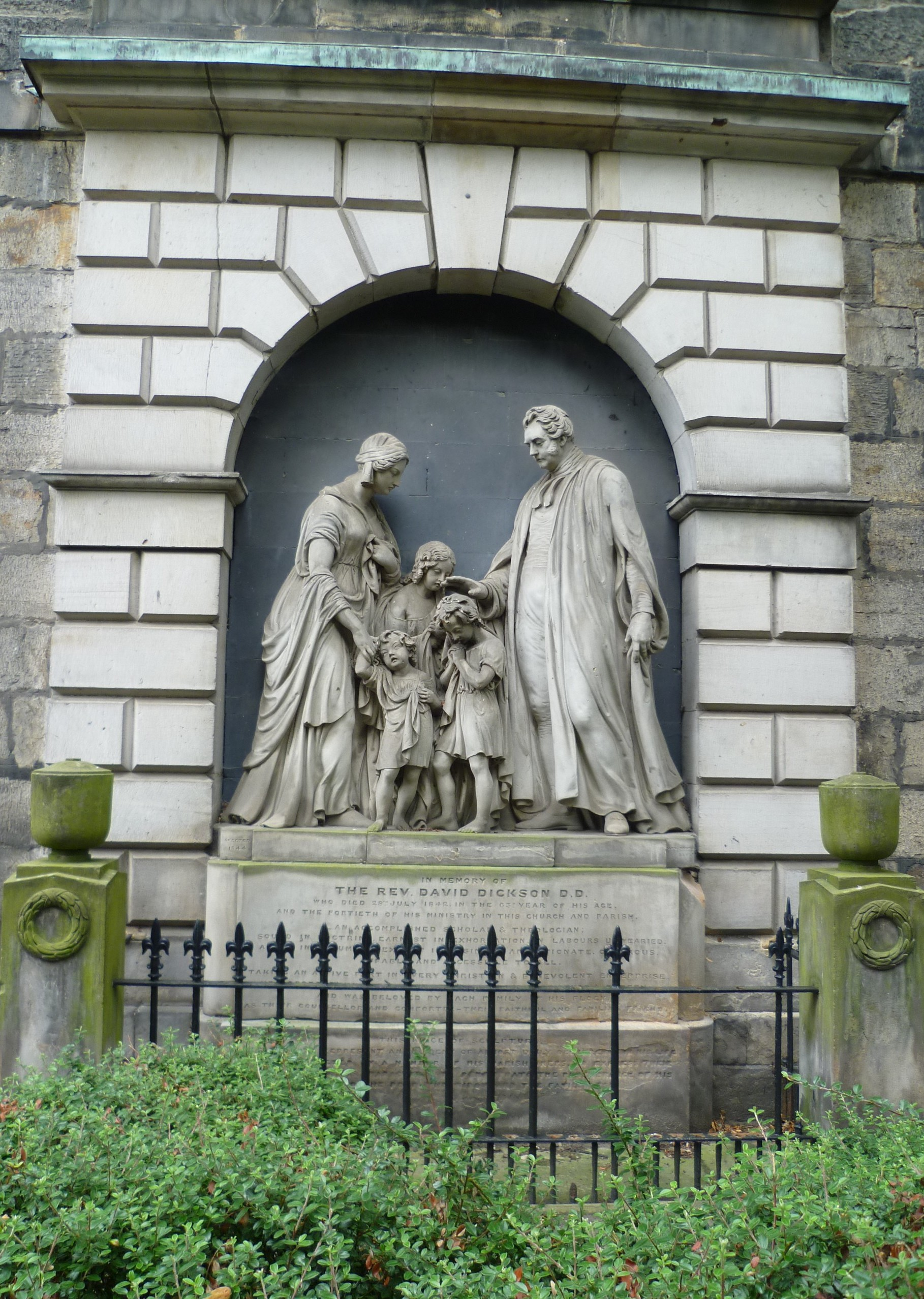